# 신애 (배우)
신애(본명: 조신애, 1982년 3월 13일 ~ )는 대한민국의 前 배우이다.
2009년에 결혼했고, KBS 드라마 천추태후를 마지막으로 연예계에서 은퇴했다.

## 학력
- 개일초등학교
- 수지고등학교
- 수원대학교 연극영화학과 중퇴
- 건국대학교[1]

## 연기 활동

### 드라마
- 2001년 MBC 수목드라마 《네 자매 이야기》
- 2003년 KBS2 월화드라마 《여름향기》 ... 소은혜 역
- 2004년 MBC 주말연속극 《장미의 전쟁》 ... 홍소현 역
- 2009년 KBS2 대하드라마 《천추태후》 ... 헌정왕후 역

### 영화
- 2003년 《보리울의 여름》 ... 바실라수녀 역
- 2003년 《은장도》 ... 민서 역
- 2005년 《괴담》
- 2021년 《참혹한 여자》... 경은 역

### M/V
- 2002년 채동하 - Gloomy Sunday
- 2003년 성시경 - 외워두세요

## 광고
- 엔프라니
- 현대카드
- LG전자 싸이언_2002년
- 롯데제과 디아뜨_2002년
- KT네스팟_2004년

## 진행/출연
- 2003년 MBC 《생방송 음악캠프》
- 2008년 MBC 《일요일 일요일밤에 - 우리 결혼했어요》

## 수상 및 후보
| 연도 | 시상식           | 부문            | 작품            | 결과 |
| ---- | ---------------- | --------------- | --------------- | ---- |
| 2003 | 제40회 대종상    | 신인여우상      | 보리울의 여름   | 후보 |
| 2008 | MBC 방송연예대상 | 베스트 브랜드상 | 우리 결혼했어요 | 수상 |